# Jorah Mormont
Jorah Mormont er en fiktiv person i den amerikanske forfatter George R. R. Martins fantasyserie A Song of Ice and Fire og i HBOs filmatisering Game of Thrones.
Han bliver introduceret i Kampen om tronen (1996), og Jorah er en ridder i eksil, der er blevet vanæret af sin tidligere lord fra Bear Island og han er den eneste søn af Jeor Mormont, den ærede kommandør over Night's Watch. Jorah optræder efterfølgende i Martins Kongernes kamp (1998), En storm af sværd (2000) and En dans med drager (2011). Efter han er flygtet fra Westeros sværger Jorah sin troskab til Daenerys Targaryen, og i løbet af både romanerne og tv-serien bliver han hendes nærmeste og mest loyale støtte; Jorahs passionerede men ugengældte kærlighed til Daenerys er en central del af hans karakterbue i både romanerne og tv-serien. Han er en dygtig kriger, hvis viden om folkeslag og skikke i Essos er en uvurderlig hjælp for Daenerys.
Jorah bliver spillet af den skotske skuespiller Iain Glen i HBO's tv-serie.